# 2010 w polskiej lekkoatletyce
2010 w polskiej lekkoatletyce – prezentacja sezonu 2010 w polskiej lekkoatletyce.
Najważniejszą polską imprezą w sezonie były rozegrane od 8 do 11 lipca na stadionie klubu sportowego Sprint w Bielsku-Białej mistrzostwa Polski seniorów. W marcu Polska była organizatorem mistrzostw świata w biegach przełajowych, które odbyły się w Bydgoszczy. Podczas mistrzostw Starego Kontynentu – głównej imprezy sezonu lekkoatletycznego w Europie – reprezentanci Polski zdobyli dziewięć medali w tym dwa złote, które wywalczyli Marcin Lewandowski oraz Piotr Małachowski.

## Mistrzostwa Polski

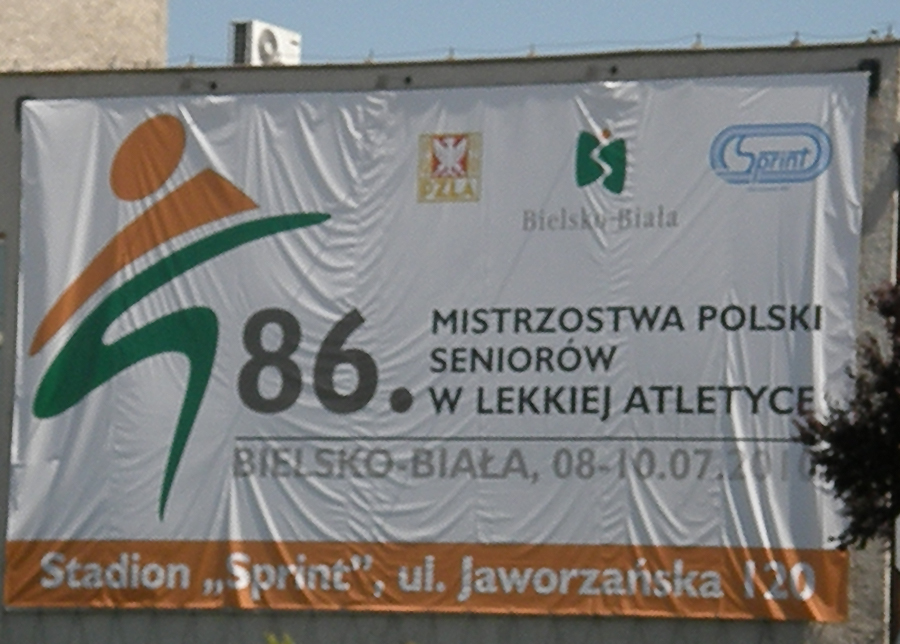
86. Mistrzostwa Polski Seniorów w Lekkoatletyce

| Zawody                                        | Miejsce       | Data             | Źródło       |
| --------------------------------------------- | ------------- | ---------------- | ------------ |
| Halowe mistrzostwa Polski                     | Spała         | 27 – 28 lutego   | [ 5 ]        |
| Mistrzostwa Polski w biegach przełajowych     | Bydgoszcz     | 14 marca         | [ 6 ]        |
| Mistrzostwa Polski w chodzie na 50 kilometrów | Dudince       | 27 marca         | [ 7 ]        |
| Mistrzostwa Polski w biegu na 10000 metrów    | Sosnowiec     | 2 maja           | [ 8 ]        |
| Mistrzostwa Polski w wielobojach              | Opole         | 5 – 6 czerwca    | [ 9 ]        |
| Mistrzostwa Polski w chodzie na 20 kilometrów | Nowa Dęba     | 12 czerwca       | [ 10 ]       |
| Mistrzostwa Polski juniorów                   | Białystok     | 26 – 28 czerwca  | [ 11 ]       |
| Mistrzostwa Polski seniorów                   | Bielsko-Biała | 8 – 10 lipca     | [ 1 ] [ 12 ] |
| Młodzieżowe mistrzostwa Polski                | Kraków        | 27 – 28 sierpnia | [ 13 ]       |

## Zawody międzynarodowe
| Zawody                                    | Miejsce   | Data                  | Polska    |
| ----------------------------------------- | --------- | --------------------- | --------- |
| Halowe mistrzostwa świata                 | Doha      | 12 – 14 marca         | szczegóły |
| Mistrzostwa świata juniorów               | Moncton   | 19 – 25 lipca         | szczegóły |
| Mistrzostwa świata w biegach przełajowych | Bydgoszcz | 28 marca              | szczegóły |
| Igrzyska olimpijskie młodzieży            | Singapur  | 21 – 23 sierpnia      | szczegóły |
| Mistrzostwa Europy                        | Barcelona | 26 lipca – 1 sierpnia | szczegóły |
| Superliga drużynowych mistrzostw Europy   | Bergen    | 19 – 20 czerwca       | szczegóły |
| Zimowy puchar Europy w rzutach            | Arles     | 20 – 21 marca         | szczegóły |

## Mityngi
W Polsce odbyły się w 2010 dwa międzynarodowe mityngi European Athletics Outdoor Premium Meetings oraz halowe zawody w Bydgoszczy posiadające rangę European Athletics Indoor Permit Meetings.
| Zawody                                       | Miejsce   | Data      | Źródło |
| -------------------------------------------- | --------- | --------- | ------ |
| Memoriał Janusza Kusocińskiego               | Warszawa  | 8 czerwca | [ 15 ] |
| Europejski Festiwal Lekkoatletyczny Enea Cup | Bydgoszcz | 6 czerwca | [ 16 ] |
| Pedro’s Cup                                  | Bydgoszcz | 10 lutego | [ 17 ] |

## Tabele
Tabele prezentują liderów polskich tabel statystycznych w poszczególnych konkurencjach w 2010 roku

### Mężczyźni

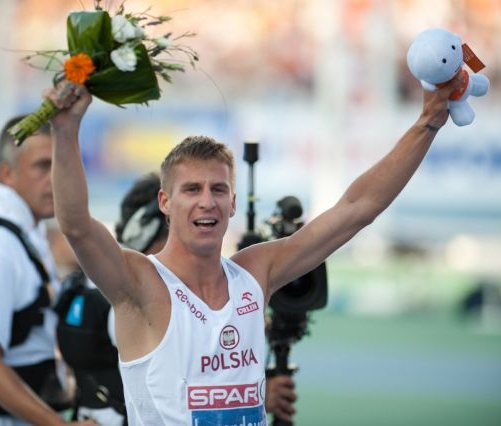
Marcin Lewandowski

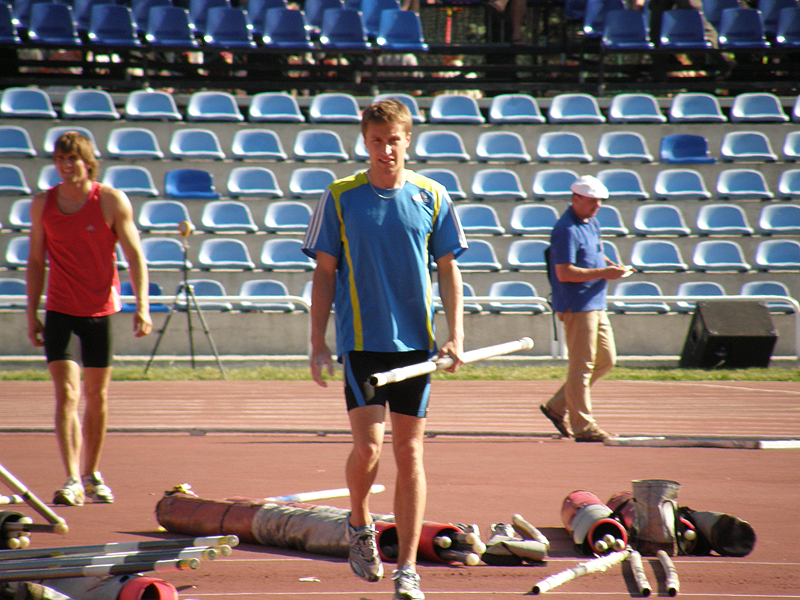
Łukasz Michalski

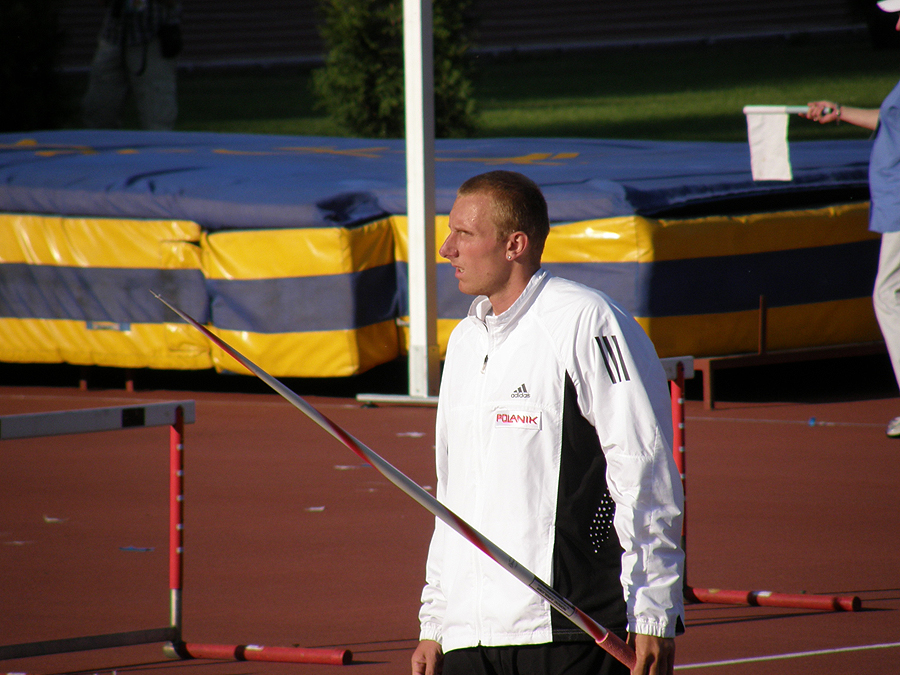
Igor Janik

| Konkurencja                   | Wynik     | Zawodnik              |
| ----------------------------- | --------- | --------------------- |
| Bieg na 100 m                 | 10,30     | Paweł Stempel         |
| Bieg na 200 m                 | 20,81     | Kamil Kryński         |
| Bieg na 400 m                 | 45,24     | Kacper Kozłowski      |
| Bieg na 800 m                 | 1:44,10   | Marcin Lewandowski    |
| Bieg na 1500 m                | 3:38,72   | Mateusz Demczyszak    |
| Bieg na 3000 m                | 7:55,14   | Radosław Kłeczek      |
| Bieg na 5000 m                | 13:43,37  | Radosław Kłeczek      |
| Bieg na 10000 m               | 28:31,12  | Marcin Chabowski      |
| Półmaraton                    | 1:03:01   | Marcin Chabowski      |
| Maraton                       | 2:10:27   | Henryk Szost          |
| Bieg na 110 m przez płotki    | 13,29     | Artur Noga            |
| Bieg na 400 m przez płotki    | 50,64     | Rafał Ostrowski       |
| Bieg na 3000 m z przeszkodami | 8:18,23   | Tomasz Szymkowiak     |
| Chód 10 km                    | 39:14     | Grzegorz Sudoł        |
| Chód 20 km                    | 1:20:50   | Grzegorz Sudoł        |
| Chód 50 km                    | 3:42:24   | Grzegorz Sudoł        |
| Skok wzwyż                    | 2,30      | Wojciech Theiner      |
| Skok o tyczce                 | 5,80      | Łukasz Michalski      |
| Skok w dal                    | 7,83      | Marcin Starzak        |
| Trójskok                      | 16,69     | Adrian Świderski      |
| Pchnięcie kulą                | 21,44     | Tomasz Majewski       |
| Rzut dyskiem                  | 69,83     | Piotr Małachowski     |
| Rzut młotem                   | 78,18     | Wojciech Kondratowicz |
| Rzut oszczepem                | 80,83     | Igor Janik            |
| Dziesięciobój                 | 7817 pkt. | Marcin Dróżdż         |

### Kobiety

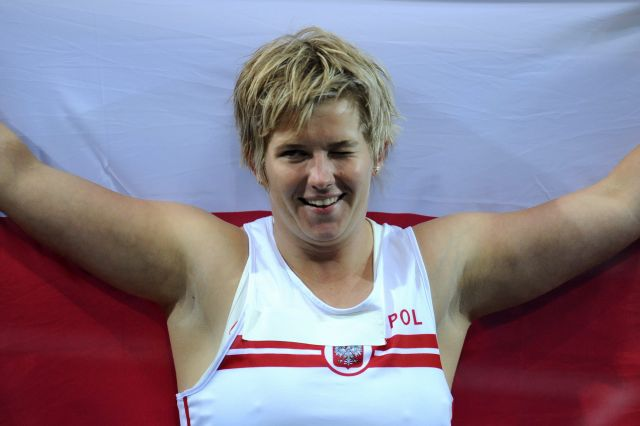
Anita Włodarczyk

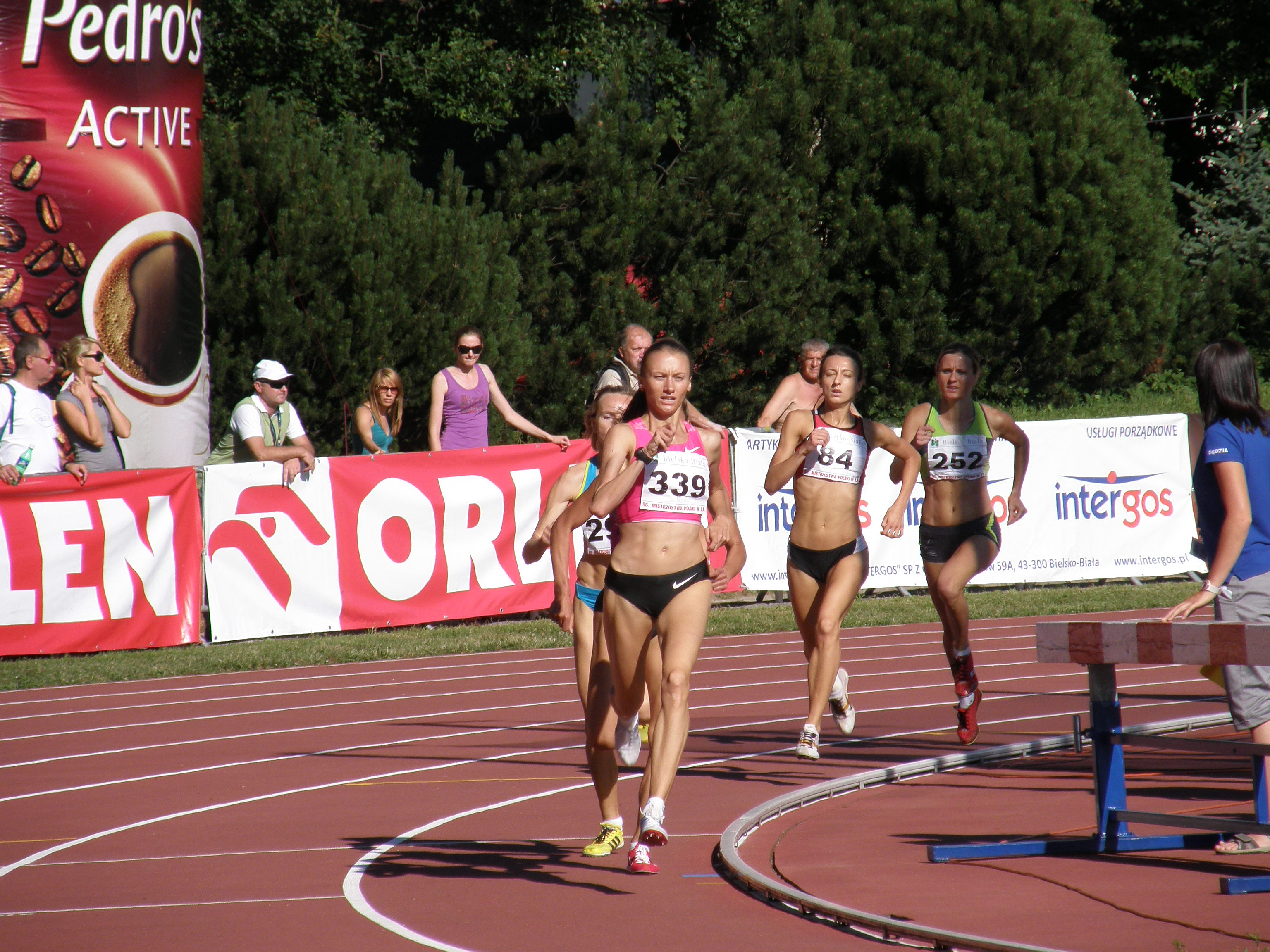
Renata Pliś (numer 339) podczas mistrzostw Polski seniorów w Bielsku-Białej

| Konkurencja                   | Wynik     | Zawodnik                      |
| ----------------------------- | --------- | ----------------------------- |
| Bieg na 100 m                 | 11,38     | Weronika Wedler               |
| Bieg na 200 m                 | 23,31     | Weronika Wedler               |
| Bieg na 400 m                 | 52,53     | Anna Jesień                   |
| Bieg na 800 m                 | 2:00,45   | Renata Pliś                   |
| Bieg na 1500 m                | 4:05,52   | Sylwia Ejdys                  |
| Bieg na 3000 m                | 8:54,00   | Lidia Chojecka                |
| Bieg na 5000 m                | 15:21,02  | Lidia Chojecka                |
| Bieg na 10000 m               | 32:44,40  | Karolina Jarzyńska            |
| Półmaraton                    | 1:11:37   | Karolina Jarzyńska            |
| Maraton                       | 2:34:47   | Agnieszka Gortel              |
| Bieg na 100 m przez płotki    | 13,04     | Joanna Kocielnik              |
| Bieg na 400 m przez płotki    | 54,96     | Anna Jesień                   |
| Bieg na 3000 m z przeszkodami | 9:25,77   | Wioletta Frankiewicz-Janowska |
| Chód 10 km                    | 45:12     | Agnieszka Dygacz              |
| Chód 20 km                    | 1:32:17   | Agnieszka Dygacz              |
| Skok wzwyż                    | 1,89      | Kamila Stepaniuk              |
| Skok o tyczce                 | 4,71      | Anna Rogowska                 |
| Skok w dal                    | 6,74      | Anna Jagaciak                 |
| Trójskok                      | 14,44     | Małgorzata Trybańska          |
| Pchnięcie kulą                | 17,00     | Agnieszka Bronisz             |
| Rzut dyskiem                  | 62,37     | Joanna Wiśniewska             |
| Rzut młotem                   | 78,30     | Anita Włodarczyk              |
| Rzut oszczepem                | 58,82     | Urszula Piwnicka              |
| Siedmiobój                    | 6230 pkt. | Karolina Tymińska             |

## Rekordy Polski
Wśród ustanowionych w 2010 roku rekordów Polski znajduje się nowy rekord świata w rzucie młotem kobiet, który na zawodach w Bydgoszczy ustanowiła Anita Włodarczyk.

### Mężczyźni
| Konkurencja  | Wynik | Zawodnik          | Zawody                   | Data     | Miejsce   | Źródło |
| ------------ | ----- | ----------------- | ------------------------ | -------- | --------- | ------ |
| Rzut dyskiem | 69,83 | Piotr Małachowski | Aviva British Grand Prix | 10 lipca | Gateshead | [ 22 ] |

### Kobiety
| Konkurencja        | Wynik   | Zawodnik                                                       | Zawody                | Data       | Miejsce       | Źródło |
| ------------------ | ------- | -------------------------------------------------------------- | --------------------- | ---------- | ------------- | ------ |
| Półmaraton         | 1:11:37 | Karolina Jarzyńska                                             | Półmaraton Warszawski | 28 marca   | Warszawa      | [ 23 ] |
| Sztafeta 4 × 100 m | 42,68   | Marika Popowicz Daria Korczyńska Marta Jeschke Weronika Wedler | Mistrzostwa Europy    | 1 sierpnia | Barcelona     | [ 23 ] |
| Trójskok           | 14,27   | Małgorzata Trybańska                                           | Mistrzostwa Polski    | 10 lipca   | Bielsko-Biała | [ 24 ] |
| Trójskok           | 14,44   | Małgorzata Trybańska                                           | Mistrzostwa Europy    | 29 lipca   | Barcelona     | [ 25 ] |
| Rzut młotem        | 78,30   | Anita Włodarczyk                                               | Enea Cup              | 6 czerwca  | Bydgoszcz     | [ 21 ] |

## Nagrody

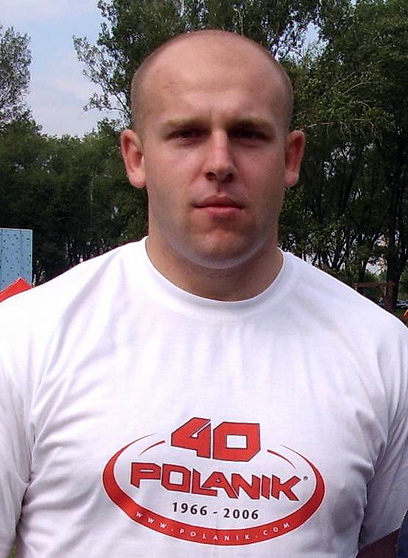
Piotr Małachowski

### Laur Królowej Sportu
Po raz piąty w Bydgoszczy, w Opera Nova, rozdano nagrody Laur Królowej Sportu.
|                      | Zwycięzca                                                      | Konkurencja        |
| -------------------- | -------------------------------------------------------------- | ------------------ |
| Laur Honorowy        | Kamila Skolimowska                                             | Rzut młotem        |
| Zawodnik Polska      | Piotr Małachowski                                              | Rzut dyskiem       |
| Zawodnik Region      | Marcin Lewandowski                                             | Bieg na 800 m      |
| Trener Polska        | Witold Suski                                                   | Rzut dyskiem       |
| Trener Region        | Tomasz Lewandowski                                             | Bieg na 800 m      |
| Niespodzianka Polska | Marta Jeschke Marika Popowicz Daria Korczyńska Weronika Wedler | Sztafeta 4 × 100 m |
| Niespodzianka region | Tomasz Kluczyński                                              | Sprint             |
| Osobowość            | Anita Włodarczyk                                               | Rzut młotem        |

### Złote kolce
Po raz 41 katowicki Sport oraz Polski Związek Lekkiej Atletyki przyznali najlepszym zawodnikom w sezonie Złote Kolce – podobnie jak w 2009 roku trafiły one do Anity Włodarczyk i Piotra Małachowskiego.
|           | Zwycięzca         | Konkurencja  |
| --------- | ----------------- | ------------ |
| Kobiety   | Anita Włodarczyk  | Rzut młotem  |
| Mężczyźni | Piotr Małachowski | Rzut dyskiem |